# Аль-Маядин
Аль-Маядин (араб. الميادين‎) — проиранский панарабский спутниковый телеканал, запущенный 11 июня 2012 года в Бейруте, Ливан. В основном программная сетка состоит из новостей. Имеет репортёров в большинстве арабских стран. На Ближнем Востоке конкурирует на новостном рынке с телеканалами Аль-Джазира и Аль-Арабия, а также с арабскими версиями западных телеканалов Sky News и BBC. На момент основания телеканала многие из старших сотрудников Аль-Маядина являлись корреспондентами и редакторами Аль-Джазиры.
Канал является частью спутниковой сети средств массовой информации Аль-Маядин.
Помимо штаб-квартиры в Бейруте, Аль-Маядин имеет широкомасштабную сеть корреспондентов и три региональных отделения: в Тунисе, в Каире с тремя репортёрами и большой студией и в Тегеране.

## Персонал
Гассан бин Джиддо является главой совета директоров и программным директором канала. Ранее возглавлял иранское и ливанское бюро Аль-Джазиры и был ведущим ток-шоу. Позднее ушел с катарского телеканала Аль-Джазира в 2011 году, критикуя неправильное освещение телеканалом гражданской войны в Сирии. Джиддо обвинил руководство Аль-Джазиры в отклонении от "профессиональных стандартов вещания", подчеркивая, что Аль Маядин будет оставаться объективным и беспристрастным. Найеф Краем владелец ливанского телеканала Аль-Иттихад ТВ и бывший директор Аль-Манара, был назначен генеральным директором канала, но ушел в отставку за один месяц до его запуска. 
Персонал канала включают в себя ливанских журналистов, таких как Сами Кулаиб, Али Хашим, бывший военный корреспондент Аль-Джазиры, который ушел с катарского телеканала, утверждая, что он отказался транслировать кадры боевиков на ливано-сирийской границе в первые дни сирийского восстания, Захи Вебе, Лина Захреддине, Лана Мудаввар, Мухаммад Аллуш, Ахмад Абу Али и Дина Заркат. Кроме того, к каналу присоединились два сирийских журналиста, Рамиа Ибрагим и Футоун Аббаси, два палестинских журналиста Камаль Халаф и Ахмад Собх, а также йеменская журналистка Мона Сафван. Как и Джиддо, большинство сотрудников канала являются бывшими корреспондентами и редакторами Аль-Джазиры. Джордж Галлоуэй, бывший британский парламентарий, также является ведущим телеканала.

## Политическая ориентация
Канал призван обеспечить освещение войн, наступивших после арабской весны. Канал позиционирует себя как "свободный и независимый медиа-проект" с 500 сотрудниками и журналистами в арабских и западных столицах. Его девиз: «реальность как она есть» и его редакционная политика подчеркивает беспристрастность и объективность в описании событий на Ближнем Востоке.
В сирийском конфликте, телеканал занимает проправительственную сторону.
6 ноября 2015 года Arabsat, контролируемый саудовской организацией, приостановил трансляцию Аль-Маядина со своего спутника. Мотивом послужило освещение телеканалом саудовского вторжения в Йемен, которое не соответствует позиции саудовского режима.
Канал имеет сеть корреспондентов в Палестине (в частности, в Газе и Рамалле), а также в Иерусалиме. Их задачей является создание ежедневной передачи "Окно в Палестину.
Омар Абдель Кадер, сирийский оператор работавший на Аль-Маядин, был убит снайпером во время столкновений в Дейр-эз-Зор 8 марта 2014 года.

## Владельцы
Утверждается, что владельцами канала являются анонимные арабские бизнесмены. Есть предположения о финансировании телеканала. Западные СМИ утверждают, что канал является пропагандистской платформа Ирана и Хезболлы. Омар Ибаис, ливанский продюсер, утверждал, что канал представляет собой совместное предприятие между иранцами и Рами Маклуфом, двоюродным брат сирийского президента Башара Асада. Тем не менее, Гасан бен Джеддо, директор канала, отверг эти утверждения и заявил, что канал финансируется арабскими бизнесменами, чьи личность он не раскрывает.

## Вещание со спутников
Вещает с двух спутников:
- Arabsat - Канал 5C
- Eutelsat - Канал 25C